# Warriors (이매진 드래곤스의 노래)
〈Warriors〉는 밴드 이매진 드래곤스의 노래이다. 리그 오브 레전드 월드 챔피언십 2014 주제곡이다. 최근 넷플릭스의 드라마 스위트홈에 삽입되었다.